# Kakkientruppen
Kakkientruppen è un film del 1977 diretto da Marino Girolami. 
Il film è una parodia di Sturmtruppen, la pellicola di Salvatore Samperi nata dall'omonimo fumetto di Bonvi.

## Trama
In un battaglione tedesco durante la seconda guerra mondiale il soldato Otto ed il soldato Fritz, pasticcioni ed impertinenti, creano un'infinità di problemi ai marescialli nazisti. Otto fa sempre cadere nella propria manica le bombe a mano, mentre Fitz si traveste da donna e viene mandato in cella di rigore.
Il reparto della Wehrmacht è molto inefficiente e spesso, durante le battaglie, molti soldati si feriscono: quando ciò accade essi vengono curati da medici che, essendo totalmente ignoranti di anatomia, amputano arti e organi a caso, peggiorando la situazione.
Con l'imminenza della resa, il dittatore nazista fugge per la città con la maschera di Charlot per essere riconosciuto e salutato dai protagonisti definitivamente allo sbando.